# Episodi di Homeland - Caccia alla spia (ottava stagione)
L'ottava e ultima stagione della serie televisiva Homeland - Caccia alla spia (Homeland), composta da 12 episodi, è stata trasmessa in prima visione assoluta negli Stati Uniti d'America dal canale via cavo Showtime dal 9 febbraio al 26 aprile 2020.
In Italia, la stagione è andata in onda in prima visione sul canale satellitare Fox dal 9 marzo al 9 agosto 2020. La trasmissione in lingua italiana degli ultimi nove episodi ha subito un ritardo a causa delle disposizioni di emergenza legate alla diffusione del coronavirus COVID-19, le quali hanno impedito temporaneamente il doppiaggio. Gli ultimi nove episodi sono stati comunque trasmessi nel loro slot originale dal 30 marzo al 25 maggio 2020 in lingua originale sottotitolata in italiano.
Il cast principale di questa stagione è formato da: Claire Danes, Maury Sterling, Costa Ronin, Nimrat Kaur, Mandy Patinkin, Numan Acar, Linus Roache.
| n° | Titolo originale    | Titolo italiano         | Prima TV USA     | Prima TV Italia |
| -- | ------------------- | ----------------------- | ---------------- | --------------- |
| 1  | Deception Indicated | Trattativa riservata    | 9 febbraio 2020  | 9 marzo 2020    |
| 2  | Catch and Release   | Il ricatto              | 16 febbraio 2020 | 16 marzo 2020   |
| 3  | False Friends       | Falsi amici             | 23 febbraio 2020 | 23 marzo 2020   |
| 4  | Chalk One Up        | Chalk One in partenza   | 1º marzo 2020    | 12 luglio 2020  |
| 5  | Chalk Two Down      | Chalk Two abbattuto     | 8 marzo 2020     | 19 luglio 2020  |
| 6  | Two Minutes         | Due minuti              | 15 marzo 2020    | 19 luglio 2020  |
| 7  | Fucker Shot Me      | Il verdetto             | 22 marzo 2020    | 26 luglio 2020  |
| 8  | Threnody(s)         | Canto funebre           | 29 marzo 2020    | 26 luglio 2020  |
| 9  | In Full Flight      | In fuga                 | 5 aprile 2020    | 2 agosto 2020   |
| 10 | Designated Driver   | Autista designato       | 12 aprile 2020   | 2 agosto 2020   |
| 11 | The English Teacher | L'insegnante di inglese | 19 aprile 2020   | 9 agosto 2020   |
| 12 | Prisoners of War    | Prigionieri di guerra   | 26 aprile 2020   | 9 agosto 2020   |

## Trattativa riservata
- Titolo originale: Deception Indicated
- Diretto da: Lesli Linka Glatter
- Scritto da: Debora Cahn e Alex Gansa

### Trama
Durante la riabilitazione al Landstuhl Regional Medical Center, in Germania, Carrie viene interrogata dall'agente Jim Turrow dei servizi di controspionaggio. Turrow informa Carrie che ha fallito il test della verità, e questo crea sospetti sul fatto che Carrie possa aver tradito la sua lealtà alla Nazione durante i mesi di prigionia in Russia, dei quali non ricorda tutto.
Saul, ora consigliere per la sicurezza nazionale del nuovo presidente Ralph Warner, sta dirigendo gli sforzi degli Stati Uniti d'America per mettere fine alla guerra in Afghanistan. Le negoziazioni con i talebani si interrompono quando il vice presidente afghano, Abdul Qadir G'ulom, annuncia che non rispetterà i termini proposti. Saul recluta Carrie affinché si unisca a lui in una missione a Kabul per salvare i negoziati di pace, nonostante gli avvertimenti dei medici sul fatto che Carrie non sia ancora pronta.
Max si unisce al gruppo di soldati di stanza nella valle del Korangal per riparare un sistema di intercettazione delle comunicazioni talebane, in prossimità del confine pakistano: l'unità finisce sotto attacco, ma Max riesce a rimettere in funzione l'apparecchio e si appresta a rientrare alla base.
Arrivata in Afghanistan, Carrie fa visita alla casa di un suo precedente collaboratore, ma scopre che nel frattempo lui è stato dichiarato traditore e giustiziato pubblicamente dai talebani. Preoccupata dalle informazioni che potrebbe aver rivelato durante la prigionia, Carrie chiede al capo della stazione della CIA a Kabul, Mike Dunne, se la Russia stia scambiando informazioni con i talebani, cosa che viene confermata. L'indomani, Carrie incrocia il suo ex carceriere russo Yevgeny Gromov mentre esce dall'ufficio di G'ulom.
- Durata: 59 minuti
- Guest star: Mohammad Bakri (Vicepresidente Abdul Qadir G'ulom), Tim Guinee (Scott Ryan), Andrea Deck (Jenna Bragg), Cliff Chamberlain (Mike Dunne), Charles Brice (Sergente John Durkin), Sam Chance (Specialista Drew Soto), Octavio Rodriguez (Specialista Arturo Gonzales), Victor Almanzar (Sergente Justin Wenzel), Mohammad Amiri (Arman), Jason Tottenham (Alan Yager), Kevork Malikyan (Agha Jan), Anna Kathryn Holbrook (Robin), David Hunt (Jim Turrow), Jonjo O'Neill (Doug), Emilio Cuesta (Specialista Charlie Stoudt), Anna Francolini (Dottoressa Foley).
- Ascolti USA: telespettatori 600 000[3]

## Il ricatto
- Titolo originale: Catch and Release
- Diretto da: Lesli Linka Glatter
- Scritto da: Patrick Harbinson e Chip Johannessen

### Trama
Carrie trova un biglietto sulla sua scrivania che dice "Samira Noori". Dopo aver indagato sul suo passato, Carrie scopre che il marito di Samira è morto in un'autobomba, probabilmente destinata alla stessa Samira che all'epoca stava indagando sul vicepresidente G'ulom in un'indagine sulla corruzione. Jenna mette in scena un falso colloquio di lavoro con Samira mentre Carrie perquisisce il suo appartamento. Carrie trova le prove che Samira ha acquisito, le quali dimostrano che G'ulom si è appropriato indebitamente di una massiccia quantità di fondi destinati a una base militare. Con questa leva, Carrie è in grado di costringere G'ulom a invertire la sua posizione e rilasciare i prigionieri in conformità con i negoziati di pace.
Tasneem fa visita al suo patrigno Bunran Latif e riferisce i suoi sospetti sulle azioni di Saul. Deducono che Saul ha intenzione di negoziare direttamente con Haqqani. Latif implora Tasneem di fare tutto quanto in suo potere per interrompere i negoziati. Saul invia un messaggio a Haqqani, chiedendogli di incontrarsi a Peshawar. Mentre Saul aspetta, Max lo avverte dalle comunicazioni intercettate che l'ISI sta rapidamente convergendo sulla posizione di Saul. Saul si rende conto che il loro obiettivo è il convoglio di Haqqani, che viene colpito. In seguito, Saul viene catturato e consegnato ad Haqqani, il quale non si era presentato all'incontro e aveva mandato il convoglio in avanscoperta. Haqqani colpisce Saul con il calcio del fucile.
In un bar, Carrie incontra Yevgeny, il quale le rivela di essere stato lui a lasciare il biglietto sulla sua scrivania.
- Durata: 50 minuti
- Guest star: Mohammad Bakri (Vicepresidente Abdul Qadir G'ulom), Andrea Deck (Jenna Bragg), Art Malik (Bunran Latif), Tim Guinee (Scott Ryan), Cliff Chamberlain (Mike Dunne), Charles Brice (Sergente John Durkin), Octavio Rodriguez (Specialista Arturo Gonzales), Sam Chance (Specialista Drew Soto), Jason Tottenham (Alan Yager), Sitara Attaie (Samira Noori), Ash Goldeh (Omar), Jaylen Moore (Eric Baraz), Emilio Cuesta (Specialista Charlie Stoudt), Fehd Benchemsi (Talib).
- Ascolti USA: telespettatori 675 000[4]

## Falsi amici
- Titolo originale: False Friends
- Diretto da: Keith Gordon
- Scritto da: Alex Gansa e Howard Gordon

### Trama
- Durata: 51 minuti
- Guest star: Sam Trammell (Vicepresidente Benjamin Hayes), Elham Ehsas (Jalal Haqqani), Andrea Deck (Jenna Bragg), Cliff Chamberlain (Mike Dunne), Charles Brice (Sergente John Durkin), Sam Chance (Specialista Drew Soto), Octavio Rodriguez (Specialista Arturo Gonzales), Jason Tottenham (Alan Yager), Seear Kohi (Balach), Eugene Lee (Generale Mears) e Beau Bridges (Presidente Ralph Warner).
- Ascolti USA: telespettatori 710 000[5]

## Chalk One in partenza
- Titolo originale: Chalk One Up
- Diretto da: Seith Mann
- Scritto da: Patrick Harbinson e Chip Johannessen

### Trama
- Durata: 47 minuti
- Guest star: Mohammad Bakri (Vicepresidente Abdul Qadir G'ulom), Sam Trammell (Vicepresidente Benjamin Hayes), Tim Guinee (Scott Ryan), Cliff Chamberlain (Mike Dunne), Charles Brice (Sergente John Durkin), Octavio Rodriguez (Specialista Arturo Gonzales), Andrea Deck (Jenna Bragg), Sam Chance (Specialista Drew Soto), Victor Almanzar (Sergente Justin Wenzel), Sitara Attaie (Samira Noori), Omar Farahmand (Bilal Khan), Terry Serpico (Generale Owens), Eugene Lee (Generale Mears) Emilio Cuesta (Specialista Charlie Stoudt), Christopher Maleki (Presidente Daoud), Tracy Shayne (Ambasciatrice Janet Gaeto) e Beau Bridges (Presidente Ralph Warner).
- Ascolti USA: telespettatori 732 000[6]

## Chalk Two abbattuto
- Titolo originale: Chalk Two Down
- Diretto da: Alex Graves
- Scritto da: Patrick Harbinson e Chip Johannessen

### Trama
- Durata: 48 minuti
- Guest star: Mohammad Bakri (Vicepresidente Abdul Qadir G'ulom), Sam Trammell (Vicepresidente Benjamin Hayes), Tim Guinee (Scott Ryan), Andrea Deck (Jenna Bragg), Cliff Chamberlain (Mike Dunne), Charles Brice (Sergente John Durkin), Sam Chance (Specialista Drew Soto), Octavio Rodriguez (Specialista Arturo Gonzales), Victor Almanzar (Sergente Justin Wenzel), Terry Serpico (Generale Owens), Seear Kohi (Balach), Eugene Lee (Generale Mears), Christopher Maleki (Presidente Daoud), Tracy Shayne (Ambasciatrice Janet Gaeto), Derrick Williams (Maggiore Landau), Emilio Cuesta (Specialista Charlie Stoudt), Esteban Benito (Aviere Barajas), Mustafa Haidari (Firooz), Michael Rabe (Capo meccanico Worley).
- Ascolti USA: telespettatori 823 000[7]

## Due minuti
- Titolo originale: Two Minutes
- Diretto da: Tucker Gates
- Scritto da: Debora Cahn e Alex Gansa

### Trama
- Durata: 53 minuti
- Guest star: Mohammad Bakri (Presidente Abdul Qadir G'ulom), Sam Trammell (Presidente Benjamin Hayes), Tim Guinee (Scott Ryan), Cliff Chamberlain (Mike Dunne), Andrea Deck (Jenna Bragg), Jason Tottenham (Alan Yager), Terry Serpico (Generale Owens), Seear Kohi (Balach), Mustafa Haidari (Firooz), Sharif Dorani (Barlas), Austin Basis (Lonnie), Karen Pittman (Vanessa Kroll).
- Ascolti USA: telespettatori 706 000[8]

## Il verdetto
- Titolo originale: Fucker Shot Me
- Diretto da: Lesli Linka Glatter
- Scritto da: Patrick Harbinson e Chip Johannessen

### Trama
- Durata: 56 minuti
- Guest star: Mohammad Bakri (Presidente Abdul Qadir G'ulom), Sam Trammell (Presidente Benjamin Hayes), Art Malik (Bunran Latif), Tim Guinee (Scott Ryan), Kate Burton (Doris Warner), Andrea Deck (Jenna Bragg), Cliff Chamberlain (Mike Dunne), Elham Ehsas (Jalal Haqqani), Tracy Shayne (Ambasciatrice Janet Gaeto), Mustafa Haidari (Firooz), Zineb Triki (Giudice Haziq Qadir), Sharif Dorani (Barlas), Nasser Memarzia (Giudice capo) e Hugh Dancy (John Zabel).
- Ascolti USA: telespettatori 1 090 000[9]

## Canto funebre
- Titolo originale: Threnody(s)
- Diretto da: Michael Klick
- Scritto da: Patrick Harbinson e Chip Johannessen

### Trama
- Durata: 49 minuti
- Guest star: Mohammad Bakri (Presidente Abdul Qadir G'ulom), Sam Trammell (Presidente Benjamin Hayes), Tim Guinee (Scott Ryan), Cliff Chamberlain (Mike Dunne), Andrea Deck (Jenna Bragg), Elham Ehsas (Jalal Haqqani), Hilary Jardine (Claudette Fletcher), Mitchell Hall (Tenente Marcus), Mustafa Haidari (Firooz) e Hugh Dancy (John Zabel).
- Ascolti USA: telespettatori 749 000[10]

## In fuga
- Titolo originale: In Full Flight
- Diretto da: Dan Attias
- Scritto da: Alex Gansa e Howard Gordon

### Trama
- Durata: 48 minuti
- Guest star: Sam Trammell (Presidente Benjamin Hayes), Tim Guinee (Scott Ryan), Art Malik (Bunran Latif), Cliff Chamberlain (Mike Dunne), Andrea Deck (Jenna Bragg), Elham Ehsas (Jalal Haqqani), Jason Tottenham (Alan Yager), Seear Kohi (Balach), Narinder Samra (Youseff Afridi), Ismail Bashey (Maggiore Zulfikar), Rikin Vasani (Saleem Sinai), Adnan Jaffar (General Aziz) e Hugh Dancy (John Zabel).
- Ascolti USA: telespettatori 809 000[11]

## Autista designato
- Titolo originale: Designated Driver
- Diretto da: Michael Offer
- Scritto da: Patrick Harbinson e Chip Johannessen

### Trama
- Durata: 56 minuti
- Guest star: Sam Trammell (Presidente Benjamin Hayes), Cliff Chamberlain (Mike Dunne), Andrea Deck (Jenna Bragg), Jason Tottenham (Alan Yager), Mohammad Amiri (Arman), Elham Ehsas (Jalal Haqqani), Seear Kohi (Balach), Karen Pittman (Vanessa Kroll), Elya Baskin (Viktor Makarov), Michael Rabe (Capo meccanico Worley), Samrat Chakrabarti (Ambasciatore Rashad) e Hugh Dancy (John Zabel).
- Ascolti USA: telespettatori 893 000[12]

## L'insegnante di inglese
- Titolo originale: The English Teacher
- Diretto da: Michael Cuesta
- Scritto da: Patrick Harbinson e Chip Johannessen

### Trama
- Durata: 52 minuti
- Guest star: Tim Guinee (Scott Ryan), Sam Trammell (Presidente Benjamin Hayes), Chris Bauer (Kevin Dance), Ben Savage (Saul Berenson da giovane), Andrea Deck (Jenna Bragg), Karen Pittman (Vanessa Kroll), Elya Baskin (Viktor Makarov), Robin McLeavy (Charlotte Benson), Merab Ninidze (Mirov), Sergey Nasibov (Andrei Kuznetsov), Tatyana Mukha (Anna Pomerantseva), Julie Engelbrecht (Anna Pomerantseva da giovane), Robert Clotworthy (Giudice) e Hugh Dancy (John Zabel).
- Ascolti USA: telespettatori 958 000[13]

## Prigionieri di guerra
- Titolo originale: Prisoners of War
- Diretto da: Lesli Linka Glatter
- Scritto da: Alex Gansa e Howard Gordon

### Trama
- Durata: 67 minuti
- Guest star: Amy Hargreaves (Maggie Mathison), Tim Guinee (Scott Ryan), Sam Trammell (Presidente Benjamin Hayes), Jacqueline Antaramian (Dorit), Robin McLeavy (Charlotte Benson), Merab Ninidze (Mirov), Tatyana Mukha (Anna Pomerantseva), Johnny Kostrey (Valeri), Anton Narinskiy (Tolya), Andrew Borba (Berkle), Jon Lindstrom (Claude), Joanna Fyllidou (Risorsa di Carrie a Mosca) e Hugh Dancy (John Zabel).
- Apparizione speciale: Kamasi Washington (Sassofonista).
- Ascolti USA: telespettatori 1 258 000[14]